# Џон Вилсон (филмски стваралац)
Џон Вилсон је амерички стваралац документарних филмова. Најпознатији је по својој документарној HBO серији, Водич кроз живот са Џоном Вилсоном.

## Рани живот и образовање
Вилсон је рођен у Асторији, Квинсу у Њујорку и одрастао је на Лонг Ајленду. Почео је да се интересује о снимању као тинејџер када му је отац дао филмску камеру. Вилсон наводи Лес Бланка, Џорџа Кучара и Бруса Брауна као људе који су га инспирисали.
Укратко након завршетка средње школе, Вилсон је снимио филм по имену Џингл Бери. Вилсон је дописао текст о филму Џингл Бери на својој страници на Википедији у четвртој епизоди друге сезоне своје серије Водич кроз живот са Џоном Вилсоном.
Док је ишао на Универзитет Бингамтон, Вилсон је направио кратки документарни филм, Балонци. У филму се ради о заједници са фетишом на балон. У универзитету, Вилсон је се придружио а капела групи за певање по имену Binghamton Crosbys.

## Каријера
Након завршавања универзитета, 2008. године, Вилсон је радио за приватног детектива. Вилсон је рекао да је то искуство утицало на његову пажњу према људима и местима током свакодневног живота.
Током 2015. године, Вилсона је неко питао да иде на турнеју са Дејвид Бирном како би снимио филм о његовом наступу. Именован именом Привремена боја, филм је био називан и као „концертни документарни крими филм о Дејвид Бирну и двоје насилних криминалаца.‟ Следеће године, Vimeo је питала Вилсона да сними документарни филм о Филмском фестивалу Санденс. Вилсонови филмови привукли су пажњу комичара и писца Нејтена Филдера, и њих двоје су евентуално почели да сарађују након што су се упознали 2018. године.
Октобра, 2020. године, премијера серије Водич кроз живот са Џоном Вилсоном емитовала је се на каналу HBO. Извршни продуценти серије били су Филдер, Мајкл Коман и Кларк Рејнкинг. Дана 9. децембра 2020. године, HBO је наручио другу сезону, чија је премијера била емитована 26. новембра 2021. године.